# Olivier Hutman
Olivier Hutman (Boulogne-Billancourt, 12 november 1954) is een Franse jazzpianist en -componist.

## Biografie
Hutman had van 1958 tot 1968 klassieke pianolessen en studeerde vervolgens etnomusicologie (proefschrift Musiques urbaines au Ghana, 1978). Hij kreeg interesse in jazzmuziek na het beluisteren van een album van Oscar Peterson. In 1975 formeerde hij de band Moravagine met Denis Barbier en Mino Cinelu. Hij was ook lid van het jazzrockorkest Chute Libre tot 1977. Van 1980 tot 1982 maakte hij deel uit van het kwartet van Christian Escoudé. Van 1983 tot 1989 werkte hij in een trio met Marc Berteaux en Tony Rabeson, tegelijkertijd maakte hij van 1984 tot 1988 deel uit van het kwartet van Éric Le Lann en trad hij regelmatig op met Luigi Trussardi en Philippe Combelle. In 1991 en 1992 nam hij deel aan de tournees van het Barney Wilen Quartet.
Als sideman werkte Hutman o.a. met Pepper Adams, Tony Scott, Art Farmer, Harry Sweets Edison, James Moody, Toots Thielemans, Philip Catherine, Didier Lockwood, Eddy Louiss, Joe Lee Wilson, Mundell Lowe, Dee Dee Bridgewater, Ted Nash, Jimmy Gourley, Junior Cook, Tom Harrell, Frank Wess en Clifford Jordan. Hij trad ook op als pianobegeleider bij Henri Salvador, Yves Montand, Charles Aznavour en Camille Bertault. Hutman is sinds 1985 actief als filmcomponist. Op het Festival de Biarritz werd hij tweemaal bekroond voor de beste filmmuziek.

## Discografie
- 1975: Maravagine
- 1977: Chute libre
- 1978: Chute libre "ali baba"
- 1979: Live à l'Olympia met het Debarbat Dolphin Orchestra
- 1980: Planète carrée
- 1980: A live in Paris met Glenn Ferris
- 1980: Benjy met Philippe Laccarriere
- 1981: Gypsy's morning met Christian Escoudé
- 1981: First Steps in met Georges Acogny
- 1981: Quartet Charles " Lolo " Bellonzi
- 1982: Featuring Toots Thielemans met Christian Escoudé
- 1982: Images pour cordes met Stéphane Grappelli
- 1982: Guitars on the move met Georges Acogny
- 1983: Nite life met Silvin Marc
- 1983: The 13thmoon met Philippe Deletrez
- 1983: Night bird met Éric Le Lann
- 1983: Images met Herry Ansker
- 1983: Six songs
- 1985: Séance de nuit met Bruno Letort
- 1986: I mist you met Éric Le Lann
- 1986: Claude Barthélemy Real politik
- 1987: The man with the broken tooth
- 1987: Brussels met Jean Pierre Llabador
- 1988: Japanese bop
- 1989: 5thedition met Jean Pierre Llabador
- 1990: Force 9 met Michel Barrot
- 1990: Casino met Michel Ripoche
- 1992: Modern Nostalgia met Barney Wilen
- 1993: Joue Gainsbourg met Alain Brunet
- 1994: European Quartet met Ted Nash
- 1994: Vendredi 14 met Luigi Trussardi
- 1995: This is always met Valentina Casula
- 1996: French Melodies in LA met Alain Brunet
- 1997: Brooklyn Eight
- 1997: Élisabeth Caumont Mieux qu'un baiser
- 1998: L'amour dans l'âme met Luigi Trussardi
- 2000: El bobo met Jean Pierre Llabador
- 2000: Aquarella do Brasil met Lourival Sylvestre
- 2000: The interval met Richard Raux
- 2001: Garden Club met Claude Garden
- 2002: Band shapes
- 2003: Delicatessen met Klezmer Nova
- 2003: Five in Green
- 2003: A french jazz quartet met Serge Casero
- 2004: At the copy shop met Laurent Larcher
- 2004: Genèse met de Raux-Bivalski Big Band
- 2005: I thought about you met Marina Xavier
- 2006: Abracadadrums met Charles Bellonzi
- 2006: mto-jazz-quartett, New German Timbres met Michael T. Otto
- 2006: First Page met het S.Spira Quartet
- 2007: New Incentive met Steve Williams
- 2007:Give Me Five met Jean-Pierre Llabador

## Filmmuziek
- 1985: Mon Oncle
- 1987: High Speed
- 1990: Printemps perdu
- 1994: Ma Sœur Chinoise
- 1997: Maigret Mille désirs
- 2000: Le Miroir aux alouettes
- 2001: La Moitié du ciel
- 2002: Claude Sautet ou La magie invisible

- Bibliothèque nationale de France: cb13977317t (data)
- Gemeinsame Normdatei: 134701178
- International Standard Name Identifier: 0000 0001 1452 7530
- Library of Congress Control Number: no2009117767
- Nationale Bibliotheek van Letland: 000037911
- MusicBrainz: 9be5d144-0601-499d-b6ac-91bb9945e10f
- Système universitaire de documentation: 156839938
- Virtual International Authority File: 96801569
- WorldCat: E39PBJtRMMgrtJ7y33WGvBWFKd